# Stagione di college football 2024
La stagione di college football NCAA Division I FBS 2024 negli Stati Uniti organizzata dalla National Collegiate Athletic Association (NCAA) per la Division I Football Bowl Subdivision (FBS), il livello più elevato del football universitario, è iniziata il 24 agosto e la sua stagione regolare si è conclusa il 14 dicembre 2024. La finale si è disputata il 20 gennaio 2025 al Mercedes-Benz Stadium di Atlanta.
Questa è la prima stagione in cui si è adottato il sistema chiamato College Football Playoff (CFP) con l'aumento a 12 squadre qualificate.

## Ranking

### Pre-stagione
| AP      | AP              |
| Ranking | Team            |
| ------- | --------------- |
| 1       | Georgia (46)    |
| 2       | Ohio State (15) |
| 3       | Oregon (1)      |
| 4       | Texas           |
| 5       | Alabama         |
| 6       | Ole Miss        |
| 7       | Notre Dame      |
| 8       | Penn State      |
| 9       | Michigan        |
| 10      | Florida State   |
| 11      | Missouri        |
| 12      | Utah            |
| 13      | LSU             |
| 14      | Clemson         |
| 15      | Tennessee       |
| 16      | Oklahoma        |
| 17      | Oklahoma State  |
| 18      | Kansas State    |
| 19      | Miami (FL)      |
| 20      | Texas A&M       |
| 21      | Arizona         |
| 22      | Kansas          |
| 23      | USC             |
| 24      | NC State        |
| 25      | Iowa            |

| USA Today Coaches | USA Today Coaches |
| Ranking           | Team              |
| ----------------- | ----------------- |
| 1                 | Georgia (46)      |
| 2                 | Ohio State (7)    |
| 3                 | Oregon            |
| 4                 | Texas (1)         |
| 5                 | Alabama           |
| 6                 | Ole Miss          |
| 7                 | Notre Dame        |
| 8                 | Michigan (1)      |
| 9                 | Penn State        |
| 10                | Florida State     |
| 11                | Missouri          |
| 12                | LSU               |
| 13                | Utah              |
| 14                | Clemson           |
| 15                | Tennessee         |
| 16                | Oklahoma          |
| 17                | Kansas State      |
| 18                | Oklahoma State    |
| 19                | Miami (FL)        |
| 20                | Texas A&M         |
| 21                | Arizona           |
| 22                | NC State          |
| 23                | USC               |
| 24                | Kansas            |
| 25                | Iowa              |

### Ranking finale playoff CFP
L'8 dicembre 2024 il comitato di selezione dei College Football Playoff ha annunciato la sua classifica finale per l'annata. Si tratta dell'undicesima stagione e la prima in cui le squadre partecipanti passano da quattro a dodici. I cinque campioni di ogni conference con la classifica migliore competeranno con le sette formazioni rimanenti con la classifica migliore. I primi quattro campioni di ogni conference hanno la possibilità di accedere direttamente al secondo turno.
| Pos. | Squadra                   | V–S  | Classifica e conference            | Bowl |
| ---- | ------------------------- | ---- | ---------------------------------- | ---- |
| 1    | Oregon Ducks              | 13–0 | Campione Big Ten                   |      |
| 2    | Georgia Bulldogs          | 11–2 | Campione SEC                       |      |
| 3    | Texas Longhorns           | 11–2 | Secondo posto SEC                  |      |
| 4    | Penn State Nittany Lions  | 11–2 | Secondo posto Big Ten (pari)       |      |
| 5    | Notre Dame Fighting Irish | 11–1 | Independente                       |      |
| 6    | Ohio State Buckeyes       | 10–2 | Quarto posto Big Ten               |      |
| 7    | Tennessee Volunteers      | 10–2 | Terzo posto SEC                    |      |
| 8    | Indiana Hoosiers          | 11–1 | Secondo posto Big Ten (pari)       |      |
| 9    | Boise State Broncos       | 12–1 | Campione Mountain West             |      |
| 10   | SMU Mustangs              | 11–2 | Secondo posto ACC                  |      |
| 11   | Alabama Crimson Tide      | 9–3  | Quarto posto SEC (pari)            |      |
| 12   | Arizona State Sun Devils  | 11–2 | Campione Big 12                    |      |
| 13   | Miami (FL) Hurricanes     | 10–2 | Terzo posto ACC                    |      |
| 14   | Ole Miss Rebels           | 9–3  | Quarto posto SEC (pari)            |      |
| 15   | South Carolina Gamecocks  | 9–3  | Quarto posto SEC (pari)            |      |
| 16   | Clemson Tigers            | 10–3 | Campione ACC                       |      |
| 17   | BYU Cougars               | 10–2 | Secondo posto Big 12 (pari)        |      |
| 18   | Iowa State Cyclones       | 10–3 | Secondo posto Big 12 (pari)        |      |
| 19   | Missouri Tigers           | 9–3  | Quarto posto SEC (pari)            |      |
| 20   | Illinois Fighting Illini  | 9–3  | Quinto posto Big Ten (pari)        |      |
| 21   | Syracuse Orange           | 9–3  | Quarto posto ACC (pari)            |      |
| 22   | Army Black Knights        | 11–1 | Campione AAC                       |      |
| 23   | Colorado Buffaloes        | 9–3  | Secondo posto Big 12 (pari)        |      |
| 24   | UNLV Rebels               | 10–3 | Secondo posto Mountain West (pari) |      |
| 25   | Memphis Tigers            | 10–2 | Terzo posto AAC (pari)             |      |

## Tabellone

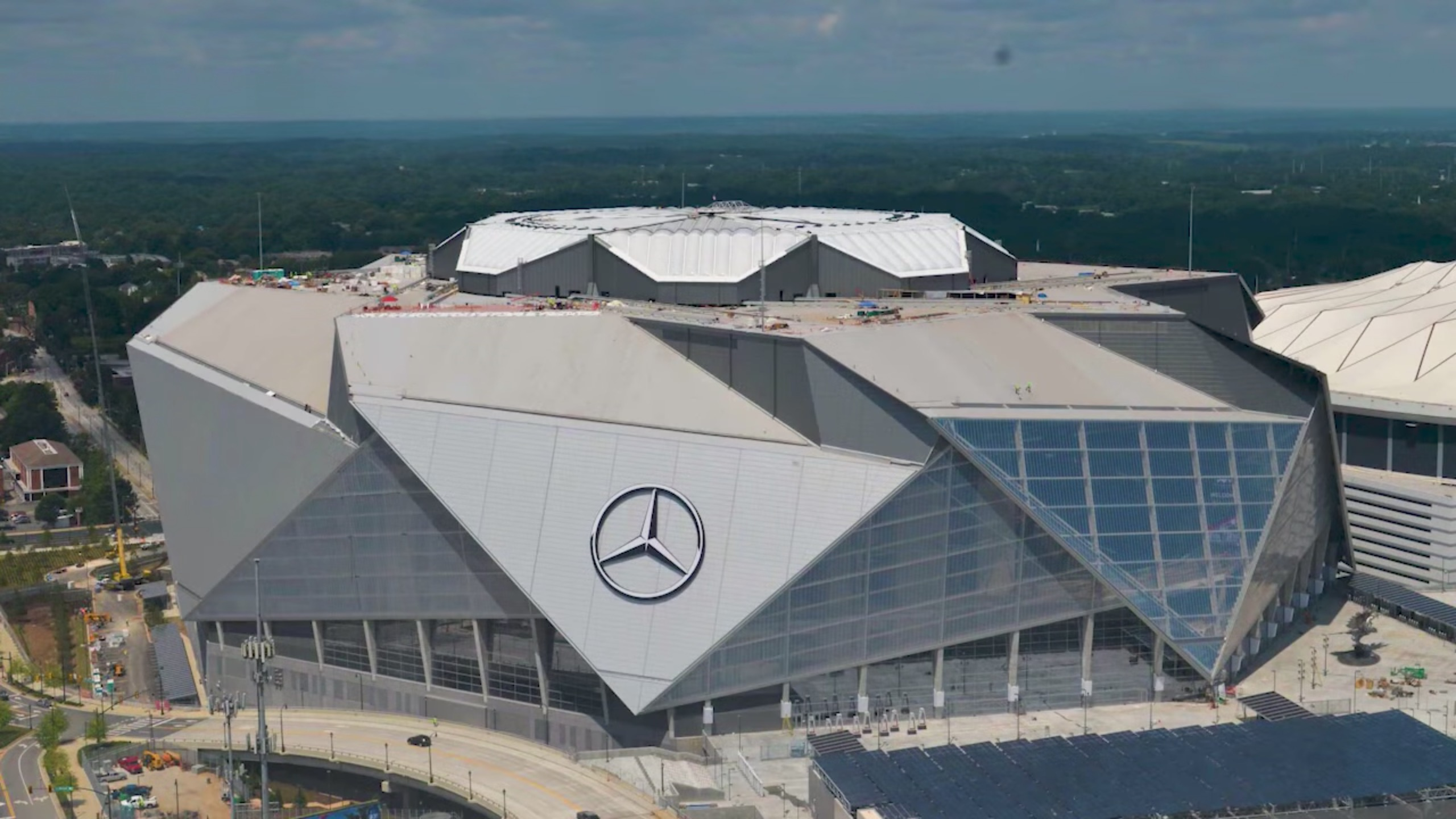
Il Mercedes-Benz Stadium di Atlanta, teatro della finale

|  | Primo turno | Primo turno     | Primo turno |  |  | Quarti di finale | Quarti di finale    | Quarti di finale |  |  | Semifinali | Semifinali      | Semifinali |  |  | Finale | Finale         | Finale |
|  |             |                 |             |  |  |                  |                     |                  |  |  |            |                 |            |  |  |        |                |        |
|  | 8           | N. 6 Ohio State | 42          |  |  |                  |                     |                  |  |  |            |                 |            |  |  |        |                |        |
|  | 9           | N. 7 Tennessee  | 17          |  |  | 1                | N. 1 Oregon         | 21               |  |  |            |                 |            |  |  |        |                |        |
|  |             |                 |             |  |  | 8                | N. 6 Ohio State     | 41               |  |  | 5          | N. 3 Texas      | 14         |  |  |        |                |        |
|  | 5           | N. 3 Texas      | 38          |  |  |                  |                     |                  |  |  | 8          | N. 6 Ohio State | 28         |  |  |        |                |        |
|  | 12          | N. 16 Clemson   | 24          |  |  | 4                | N. 12 Arizona State | 21               |  |  |            |                 |            |  |  |        |                |        |
|  |             |                 |             |  |  | 5                | N. 3 Texas (OT)     | 39               |  |  |            |                 |            |  |  | 7      | N.5 Notre Dame | 23     |
|  | 7           | N. 5 Notre Dame | 27          |  |  |                  |                     |                  |  |  |            |                 |            |  |  | 8      | N.6 Ohio State | 34     |
|  | 10          | N. 8 Indiana    | 17          |  |  | 2                | N. 2 Georgia        | 10               |  |  |            |                 |            |  |  |        |                |        |
|  |             |                 |             |  |  | 7                | N. 5 Notre Dame     | 23               |  |  | 6          | N. 4 Penn State | 24         |  |  |        |                |        |
|  | 6           | N. 4 Penn State | 38          |  |  |                  |                     |                  |  |  | 7          | N. 5 Notre Dame | 27         |  |  |        |                |        |
|  | 11          | N. 10 SMU       | 17          |  |  | 3                | N. 9 Boise State    | 14               |  |  |            |                 |            |  |  |        |                |        |
|  |             |                 |             |  |  | 6                | N. 4 Penn State     | 31               |  |  |            |                 |            |  |  |        |                |        |

## Premi

### Heisman Trophy
Il 9 dicembre 2024 furono annunciati i quattro finalisti dell'Heisman Trophy, il premio principale nel football universitario: Dillon Gabriel di Oregon, Travis Hunter di Colorado, Ashton Jeanty di Boise State e Cam Ward di Miami. Il 14 dicembre fu annunciata la vittoria di Hunter, il primo giocatore a militare in due ruoli da Charles Woodson nel 1997.
Classifica finale
| Giocatore       | College       | Ruolo | 1º  | 2º  | 3º  | Totale |
| --------------- | ------------- | ----- | --- | --- | --- | ------ |
| Travis Hunter   | Colorado      | WR/CB | 552 | 261 | 53  | 2.231  |
| Ashton Jeanty   | Boise State   | RB    | 309 | 517 | 56  | 2.017  |
| Dillon Gabriel  | Oregon        | QB    | 24  | 52  | 340 | 516    |
| Cam Ward        | Miami (FL)    | QB    | 6   | 24  | 163 | 229    |
| Cam Skattebo    | Arizona State | RB    | 3   | 18  | 125 | 170    |
| Bryson Daily    | Army          | QB    | 3   | 7   | 46  | 69     |
| Tyler Warren    | Penn State    | TE    | 1   | 7   | 35  | 52     |
| Shedeur Sanders | Colorado      | QB    | 1   | 7   | 30  | 47     |
| Kurtis Rourke   | Indiana       | QB    | 2   | 3   | 10  | 22     |
| Kyle McCord     | Syracuse      | QB    | 0   | 1   | 7   | 9      |

### Altri premi al miglior giocatore
- Maxwell Award: Ashton Jeanty, Boise State
- Walter Camp Award: Travis Hunter, Colorado
- Giocatore dell'anno dell'Associated Press: Travis Hunter, Colorado
- Lombardi Award: Kelvin Banks Jr., Texas

### Premi per ruolo

#### Attacco
Quarterback
| Premio                         | Vincitore       | College    |
| ------------------------------ | --------------- | ---------- |
| Davey O'Brien Award            | Cam Ward        | Miami (FL) |
| Johnny Unitas Golden Arm Award | Shedeur Sanders | Colorado   |
| Manning Award                  | Cam Ward        | Miami (FL) |

Running back
| Premio            | Vincitore     | College     |
| ----------------- | ------------- | ----------- |
| Doak Walker Award | Ashton Jeanty | Boise State |

Wide receiver
| Premio                 | Vincitore     | College  |
| ---------------------- | ------------- | -------- |
| Fred Biletnikoff Award | Travis Hunter | Colorado |

Tight end
| Premio            | Vincitore    | College    |
| ----------------- | ------------ | ---------- |
| John Mackey Award | Tyler Warren | Penn State |

Lineman
| Award                                         | Winner           | Position | School     |
| --------------------------------------------- | ---------------- | -------- | ---------- |
| Rimington Trophy (centro)                     | Seth McLaughlin  | C        | Ohio State |
| Outland Trophy (interior lineman att. o dif.) | Kelvin Banks Jr. | OT       | Texas      |

#### Difesa
| Premio                             | Vincitore     | Ruolo | College        |
| ---------------------------------- | ------------- | ----- | -------------- |
| Bronko Nagurski Trophy (difensore) | Kyle Kennard  | EDGE  | South Carolina |
| Chuck Bednarik Award (difensore)   | Travis Hunter | CB/WR | Colorado       |
| Lott Trophy (impatto difensivo)    | Travis Hunter | CB/WR | Colorado       |

Defensive front
| Premio                              | Vincitore         | Ruolo          |
| ----------------------------------- | ----------------- | -------------- |
| Dick Butkus Award (linebacker)      | Jalon Walker      | Georgia        |
| Ted Hendricks Award (defensive end) | Donovan Ezeiruaku | Boston College |

Defensive back
| Premio           | Vincitore     | Ruolo | College |
| ---------------- | ------------- | ----- | ------- |
| Jim Thorpe Award | Jahdae Barron | CB    | Texas   |

### Special teams
| Premio                 | Vincitore          | College   |
| ---------------------- | ------------------ | --------- |
| Lou Groza Award        | Kenneth Almendares | Louisiana |
| Ray Guy Award          | Eddy Czaplicki     | USC       |
| Jet Award              | Kaden Wetjen       | Iowa      |
| Patrick Mannelly Award | Rocco Underwood    | Florida   |